# Паньково (Старицький район)
Паньково (рос. Паньково) — присілок в Старицькому районі Тверської області Російської Федерації.
Населення становить 363 особи. Входить до складу муніципального утворення сільське поселення Паньково.

## Історія
Від 2005 року входить до складу муніципального утворення сільське поселення Паньково. Раніше населений пункт належав до Паньковського сільського округу.

## Населення
| 1859 | 1886 | 1919 | 1997 | 2002 | 2008 | 2010 |
| ---- | ---- | ---- | ---- | ---- | ---- | ---- |
| 203  | ↗306 | ↘215 | ↗320 | ↗321 | ↗356 | ↗363 |